# وكالة خدمات المزارع
وكالة خدمة المزارع ( FSA ) هي وكالة وزارة الزراعة بالولايات المتحدة التي تم دمجها مع العديد من الوكالات السابقة ، بما في ذلك خدمة الاستقرار والحفظ الزراعي (ASCS). كانت وكالة خدمة الاستقرار والحفظ الزراعي ، كما هو الحال الآن وكالة خدمة المزارع ، في المقام الأول مكلف بها مهمة تنفيذ قوانين الحفاظ على المزرعة والتنظيم في جميع أنحاء البلاد. مدير هيئة الخدمات المالية يقدم تقاريره إلى وكيل وزارة الزراعة للخدمات الزراعية والزراعة الأجنبية . المسؤول الحالي بالوكالة هو ريتشارد فورديس. يقود وكالة خدمة المزارع (وكالة خدمة الاستقرار والحفظ الزراعي سابقاً) لكل ولاية مدير تنفيذي معين سياسياً (SED).

## روابط خارجية
- الموقع الرسمي
- وكالة خدمة المزارع في السجل الفيدرالي
- برامج وخدمات وكالة المزرعة